# Псари (Хшановський повіт)
Псари (пол. Psary) — село в Польщі, у гміні Тшебіня Хшановського повіту Малопольського воєводства.
Населення — 1436 осіб (2011).
У 1975-1998 роках село належало до Катовицького воєводства.

## Демографія
Демографічна структура станом на 31 березня 2011 року:
|          | Загалом | Допрацездатний вік | Працездатний вік | Постпрацездатний вік |
| -------- | ------- | ------------------ | ---------------- | -------------------- |
| Чоловіки | 682     | 113                | 469              | 100                  |
| Жінки    | 754     | 127                | 441              | 186                  |
| Разом    | 1436    | 240                | 910              | 286                  |